# DIN SPEC 67600
Der Fachbericht DIN SPEC 67600 gibt Planungsempfehlungen für eine biologisch wirksame Beleuchtung. Sie ist im April 2013 im Beuth-Verlag erscheinen. 
Licht ermöglicht nicht nur das Sehen, es ist auch entscheidend für Gesundheit und Wohlbefinden des Menschen. Es wirkt visuell, emotional und biologisch. Tageslicht oder eine geeignete künstliche Beleuchtung (Human Centric Lighting) verbessern das Wohlbefinden und stabilisieren den circadianen Rhythmus. Die Wirkung des Lichts auf das biologische System hängt in komplexer Form hauptsächlich mit den Parametern Lichtspektrum, Lichtverteilung, Beleuchtungsstärke und deren zeitlichen Abfolgen zusammen.
Aufgrund der hohen Anforderungen einer solchen Lichtlösung empfiehlt DIN SPEC 67600 eine ganzheitliche Lichtplanung. Sie kann verschiedene Aspekte guter Beleuchtung – hinsichtlich visueller und nichtvisueller Wirkungen sowie Energieeffizienz – umsetzen sowie Gewerke und Materialien aufeinander abstimmen. Die Planungsempfehlungen berücksichtigen Arbeitsstätten und Nichtarbeitsstätten. Räume, in denen sich Menschen längere Zeit aufhalten sind prädestiniert für eine biologisch wirksame Beleuchtung, beispielsweise Produktionsstätten, Büros, Schulen und Pflegeeinrichtungen.
DIN SPEC 67600 ist eine Ergänzung zu den visuellen Anforderungen anderer DIN-Normen und Regeln. Die visuellen Planungsanforderungen werden in der Normenreihe DIN 5035 sowie DIN EN 12464-1 und in den Technischen Regeln für Arbeitsstätten (ASR 3.4) festgelegt. Hinweise zum melanopischen Wirkungsfaktor moderner Lichtquellen gibt DIN SPEC 5031-100 aus dem Jahr 2014.